# El Noguer (Santa Maria de Besora)
El Noguer és una masia de Santa Maria de Besora (Osona) inclosa a l'Inventari del Patrimoni Arquitectònic de Catalunya.

## Descripció
Casa de planta quadrada i teulada de teula àrab a dues vessants. Té la façana principal orientada al sud, on es troba la porta d'accés i una galeria al pis superior. La restauració realitzada als anys seixanta-setanta ha afectat la seva estructura interior i a la totalitat de les obertures (se n'han practicat de noves a la cabana i a tramuntana). El material constructiu original fou la pedra, per bé que en els marcs de les finestres hi podem veure maons. Tot l'entorn de la casa ha estat enllosat. La restauració ha reconvertit els antics espais d'estables en garatge, però ha sabut conservar el seu aspecte original.

## Història
Està documentat des del segle xiii. Se saben els censos que pagava al senyor de Besora (una gallina, una quartera de forment, un formatge i un cistell de faves). La masia que es pot veure avui, però, data dels segles xvii o XVIII, amb les reformes fetes al segle xx. Com altres masies, el Noguer ha esdevingut segona residència, fet que ha contribuït a preservar-lo. El seu estat de conservació actualment és perfecte. La restauració ha estat respectuosa amb les línies de la casa, transformant-ne per complet la seva funció original.